# Puskás Akadémia FC
Puskás Akadémia FC, właśc. Puskás Ferenc Labdarugó Akadémia FC (pol. Piłkarska Akademia im. Ferenca Puskasa) – węgierski klub piłkarski, mający siedzibę we wsi Felcsút w odległości 40 km na północ od Székesfehérváru.

## Historia
Chronologia nazw:
- 2005: Labdarugó Akadémia Felcsút
- 2007: Puskás Ferenc Labdarugó Akadémia
- 2010: Videoton-Puskás Akadémia
- 2012: Puskás Akadémia FC

Klub został założony 2005 roku jako Labdarugó Akadémia Felcsút. Założycielem Akademii Piłkarskiej jest wielki miłośnik piłki nożnej, obecny premier Węgier Viktor Orbán, który urodził się i mieszkał w Felcsut. 1 kwietnia 2007 roku Akademia została uroczyście otwarta i za zgodą rodziny nazwana imieniem najwybitniejszego węgierskiego gracza wszech czasów Ferenca Puskása, w dzień jego 80. urodzin. Jako ulubiony klub piłkarski Viktora Orbana Videoton FC nawiązał współpracę z Akademią w Felcsut. Latem 2009-miejscowy drugoligowy klub FC Felcsút połączył się z Videotonem, i druga drużyna klubu automatycznie przeniosła się z trzeciej do drugiej ligi. W następnym sezonie 2010/11 klub przyjął nazwę Videoton-Puskás Akadémia i zajął 3 miejsce w grupie zachodniej II ligi. W sezonie 2011/12 ulokował się na 8 pozycji, a w sezonie 2012/13 pod nazwą Puskás Akadémia FC zdobył mistrzostwo w grupie zachodniej II ligi i po raz pierwszy zdobył awans do pierwszej ligi.

## Sukcesy

### Trofea krajowe
| \| \| Zdobyte trofea w rozgrywkach Węgier (stan na: 18-07-2025) \| |                                                           |      |                           |
| Rozgrywki                                                          | Osiągnięcie                                               | Razy | Sezon(y)                  |
| Mistrzostwo                                                        | I miejsce                                                 | 0    |                           |
| Mistrzostwo                                                        | II miejsce                                                | 2    | 2020/21, 2024/25          |
| Mistrzostwo                                                        | III miejsce                                               | 3    | 2019/20, 2021/22, 2023/24 |
| Puchar                                                             | zdobywca                                                  | 0    |                           |
| Puchar                                                             | finalista                                                 | 1    | 2017/18                   |
| II liga                                                            | I miejsce                                                 | 1    | 2012/13 (Zachód)          |
| II liga                                                            | II miejsce                                                | 0    |                           |
| II liga                                                            | III miejsce                                               | 1    | 2010/11 (Zachód)          |
| Węgry                                                              | Zdobyte trofea w rozgrywkach Węgier (stan na: 18-07-2025) |      |                           |

## Stadion
Klub rozgrywa swoje mecze domowe na stadionie Pancho Aréna w Felcsút, który może pomieścić 3 000 widzów (wszystkie miejsca siedzące).

## Skład na sezon 2023/2024
| Nr | Poz. | Piłkarz           |
| -- | ---- | ----------------- |
| 2  | OB   | Mohamed Mezghrani |
| 5  | OB   | Bence Batik       |
| 7  | NA   | György Komáromi   |
| 8  | PO   | Martin Kern       |
| 9  | NA   | Lamin Colley      |
| 10 | NA   | Jonathan Levi     |
| 11 | NA   | Luciano Slagveer  |
| 13 | OB   | Nathaniel Noel    |
| 14 | OB   | Wojciech Golla    |
| 15 | PO   | Jakub Plšek       |
| 17 | OB   | Patrizio Stronati |
| 18 | PO   | Marius Corbu      |
| 19 | PO   | Artem Favorov     |
| 20 | PO   | Mikael Soisalo    |

| Nr | Poz. | Piłkarz                   |
| -- | ---- | ------------------------- |
| 21 | NA   | Jakov Puljić              |
| 22 | OB   | Roland Szolnoki (kapitan) |
| 23 | OB   | Quentin Maceiras          |
| 24 | BR   | Tamás Markek              |
| 25 | PO   | Zsolt Nagy                |
| 26 | OB   | Ádám Umathum              |
| 27 | PO   | Gergő Ominger             |
| 30 | NA   | Zsombor Gruber            |
| 33 | OB   | Brandon Ormonde-Ottewill  |
| 60 | NA   | Oleh Yablonskyi           |
| 71 | PO   | Patrik Posztobányi        |
| 73 | PO   | Szabolcs Dusinszki        |
| 74 | BR   | Martin Auerbach           |
| 91 | BR   | Ármin Pécsi               |

## Europejskie puchary
Legenda do wszystkich tabel:
- Q – runda eliminacyjna, 1/16, 1/8, 1/4, 1/2 – odpowiednia faza rozgrywek, Grupa – runda grupowa, 1r gr – pierwsza runda grupowa, 2r gr – druga runda grupowa, F – finał, R – runda, PO – play-off
- k. – rzuty karne, los. – losowanie, Dogr. – dogrywka, w. – zasada bramek strzelonych na wyjeździe

| Sezon   | Rozgrywki               | Runda | Klub           | Dom       | Wyjazd    | Ogólnie     |
| ------- | ----------------------- | ----- | -------------- | --------- | --------- | ----------- |
| 2020/21 | Liga Europy             | 1Q    | Hammarby IF    | 0–3 (W)   | 0–3 (W)   | 0–3 (W)     |
| 2021/22 | Liga Konferencji Europy | 1Q    | Inter Turku    | 2–0       | 1–1       | 3–1         |
| 2021/22 | Liga Konferencji Europy | 2Q    | RFS            | 0–2       | 0–3       | 0–5         |
| 2022/23 | Liga Konferencji Europy | 2Q    | Vitória SC     | 0–0       | 0–3       | 0–3         |
| 2024/25 | Liga Konferencji        | 2Q    | Dnipro-1       | 3–0 (wo.) | 3–0 (wo.) | 6–0         |
| 2024/25 | Liga Konferencji        | 3Q    | Ararat-Armenia | 3–3       | 1–0       | 4–3         |
| 2024/25 | Liga Konferencji        | PO    | Fiorentina     | 1–1       | 3–3       | 4–4, k: 4–5 |
| 2025/26 | Liga Konferencji        | 2Q    | Aris Limassol  | 0–2       | 2–3       | 2–5         |